# Kościół św. Klemensa w Zakrzewie
Kościół pw. św. Klemensa w Zakrzewie – rzymskokatolicki kościół parafialny w Zakrzewie w powiecie rawickim w województwie wielkopolskim. Został wpisany do rejestru zabytków 1 lutego 1957 pod numerem 608. Pełni rolę lokalnego sanktuarium ku czci Maryi.  

## Historia i architektura
Pierwszy kościół wzniesiono we wsi pomiędzy 1381 a 1428 ze środków Wyskotów Zakrzewskich, a pierwsza pisana wzmianka o nim pochodzi z 1453. W 1510 proboszczem był tu Maciej z Grodziska. Obecna drewniana świątynia konstrukcji pierwotnie wieńcowej pochodzi z 1610 (fundacja rodu Zakrzewskich). Według ludowych podań w 1647 doszło do objawień Matki Bożej na przykościelnym drzewie. Od tego czasu w kościele szczególnie czczona jest Maryja, a kościół nosi miano lokalnego sanktuarium maryjnego. W 1728 dobudowano również drewnianą wieżę (fundacja Franciszka Wilkońskiego i Doroty z Zakrzewskich Wilkońskiej), którą w 1852 zwieńczono piramidalnym hełmem. W 1647 do drewnianej nawy dobudowano murowane: zakrystię i kaplicę (fundatorem był Mikołaj Wyskota Zakrzewski). Poświęcenie obiektu nastąpiła 30 września 1658 (biskup Wojciech Tolibowski. W 1831 świątynię mógł odwiedzić Adam Mickiewicz, który przebywał w zakrzewskim dworze. W 1871 wymieniono pokrycie dachu – gont został zastąpiony dachówką. W 1886 zbudowano organy firmy Gebruder Walther z nieodległej Góry. W 1897 remontowano wieżę, czego dokonało przedsiębiorstwo Charaszkiewicza z Ponieca. W 1928 postawiono figurę św. Jana Nepomucena koło plebanii. W 1938 kościół otynkowano. 15 stycznia 1940 okupanci niemieccy zamienili świątynie w magazyn leków. Ponownie otwarto kościół dla wiernych w 1945. Świątynia była gruntownie remontowana w latach 1966-1967. W 1989 wykonano kopię cudownego obrazu (Roman Dworak). W 1996 nastąpiła renowacja krypty grobowej. 28 listopada 2005 do rejestru zabytków wpisano wyposażenie kościoła. W 2007 Ryszard Gulczyński z zespołem dokonał konserwacji polichromii. W 2010 remontowano wieżę i otynkowano kaplicę, a w 2013 wprowadzono relikwie wówczas błogosławionego Jana Pawła II.

## Architektura
Obecny charakter architektoniczny świątyni pochodzi z okresu przebudowy w 1728. Kościół jest obiektem salowym, wzniesionym na planie prostokąta, z zamkniętą trójbocznie partią ołtarzową. Zakrystia jest murowana, na planie kwadratu. Jest zespolona z również murowaną, kwadratową kaplicą. Drewniana wieża kryta dachem namiotowym jest także wzniesiona na rzucie kwadratu i zawiera kruchtę w przyziemiu. Wieńczy ją pseudolatarnia z dachem brogowo-iglicowym. Szczyt kaplicy i półszczyt zakrystii mają cechy manierystyczne. Do wieży przylega ganek nad wejściem.
Wnętrze świątyni pokrywa pozorne sklepienie kolebkowe osadzone nad wydatnym gzymsem koronującym. Ściany są wzmocnione nieregularnie rozmieszczonymi lisicami. W belce tęczowej zawieszono dzwon z datą 1728. Empora chóru ma bogato profilowane belki podciągów i wspiera się na dwóch kolumnach. Kaplica jest otwarta na nawę półkolistą, murowaną arkadą. Wnętrze w większości pokrywają barokowe malowidła (ściany, sklepienie i balustrada empory).

## Wyposażenie
Belka tęczowa z grupą pasyjną pochodzi z 1728. Barokowy ołtarz główny (styl regencji) i polichromia są z około 1730. Wejście do kaplicy zamyka barokowa krata. Wewnątrz kaplicy wisi obraz Matki Bożej Pocieszenia z około 1650 i XVII-wieczne tablice herbowe.

## Otoczenie
Na cmentarzu przykościelnym stoi pomnik 31 poległych w I wojnie światowej oraz powstaniu wielkopolskim (1920). Liczne są płyty nagrobne, również XIX-wieczne. Rosną tu także pomnikowe lipy i kasztanowce. Na ścianie kościoła umieszczono tablicę pamiątkowa ku czci księdza Franciszka Woschke, proboszcza zakrzewskiego, zamordowanego przez Niemców 15 sierpnia 1940 w ich obozie koncentracyjnym Mauthausen-Gusen.